# ククリ

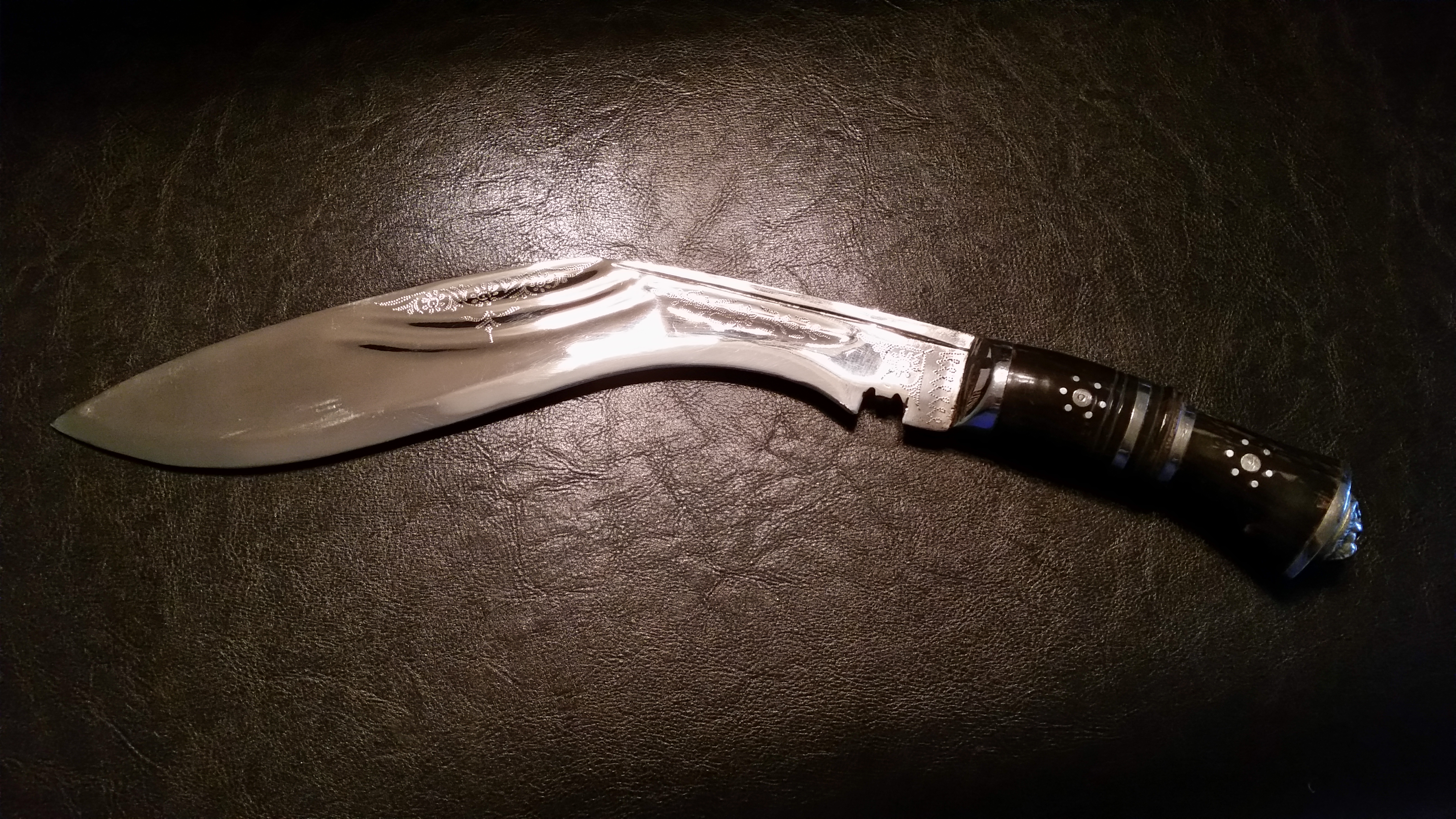
磨き上げられたククリナイフ

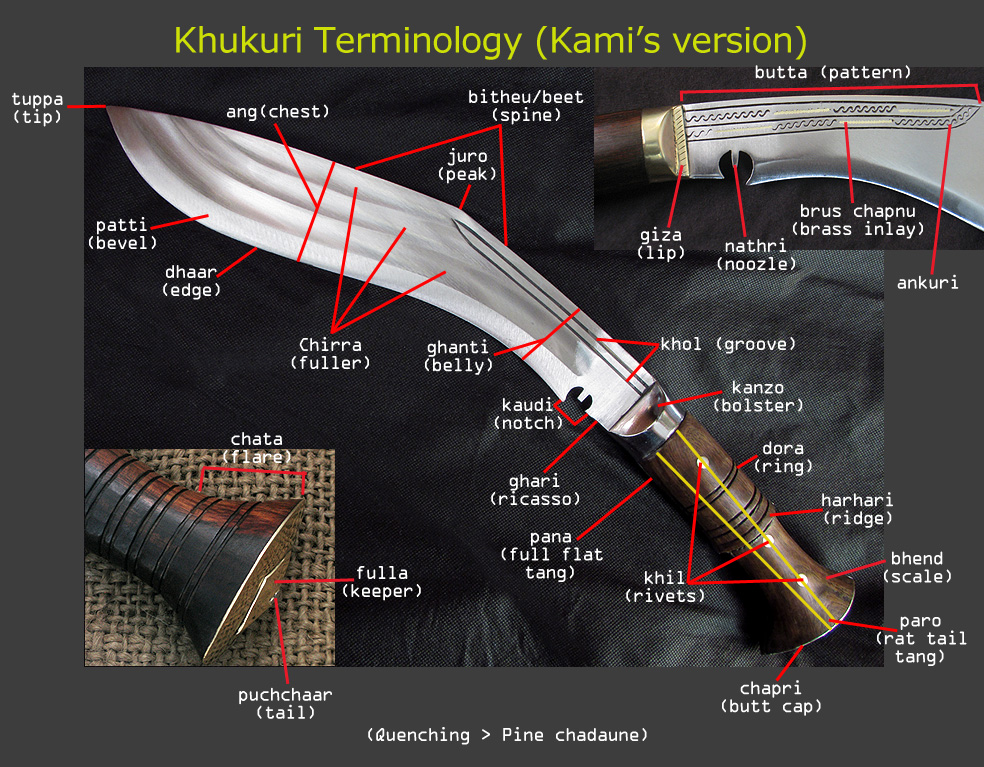
ククリの部位名称

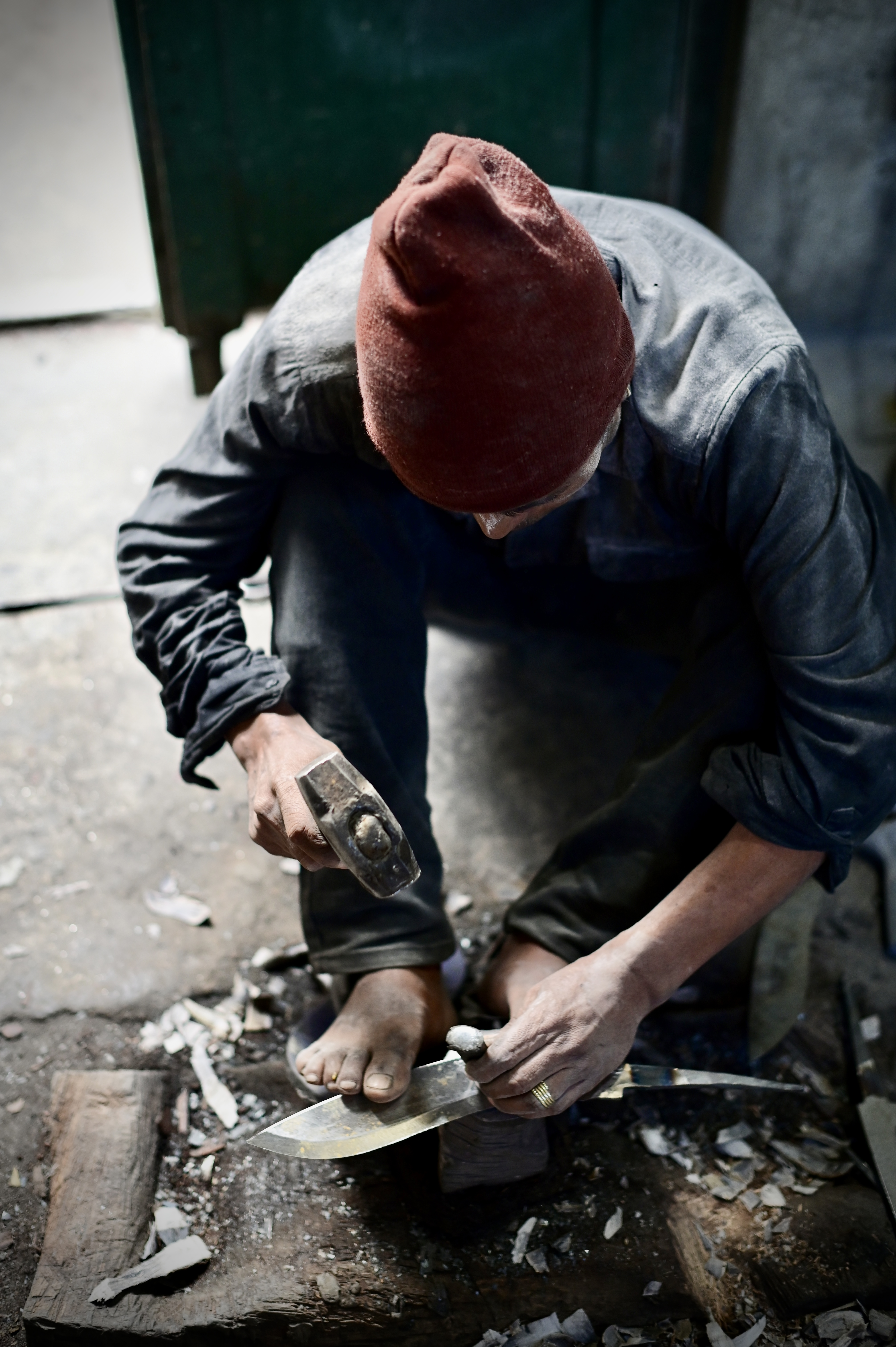
ククリを鍛造するネパールの鍛冶職人

ククリ（ネパール語: खुकुरी - Khukurī 英: Kukri）は、ネパールのグルカと呼ばれる諸民族、およびインドで使用される刃物。形状からナイフや鉈、刀、マチェテにも分類できる。ククリナイフ、ククリ刀とも表記される。
また、「セポイの乱において、グルカ朝（現在のネパール）の兵士が、ククリを携え凶猛な白兵戦を行ったことに注目したイギリスが、彼らを傭兵として雇った」という経緯から、英語圏ではグルカナイフ（Gurkha knife）と呼ばれることがある。

## 概要
ククリは湾曲した刀身の短弧側に刃を持つ「内反り」と呼ばれる様式の刃物である。大きな特徴は「く」の字型の刀身と、その付け根にある「チョー」と呼ばれる「ω」型の刻みである。
「チョー」もククリの特徴の一つで、女性器を模したとも、カーリーの陰核とも、またシヴァの陰茎とも呼ばれることがある（それぞれに“自説こそ絶対”という主張者が存在しており決め手はない）。このチョーの形状にも様々なものがあり、“これでなくてはいけない”という絶対的な決まり事はない。
ククリそのものについても“マケドニア伝来の「コピス」（κοπίς）から発展した”など諸説あるものの決定打は存在しておらず、“広く知られた時期が第一次インド独立戦争（セポイの乱、1857年 - 1859年）頃”とされているのみであり、その由来や歴史に関しては不明な点が多い。

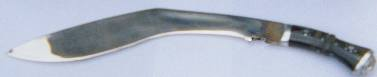
खुकुरी ククリ
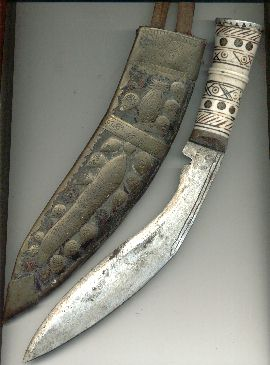
鞘と柄に装飾が施されたククリ
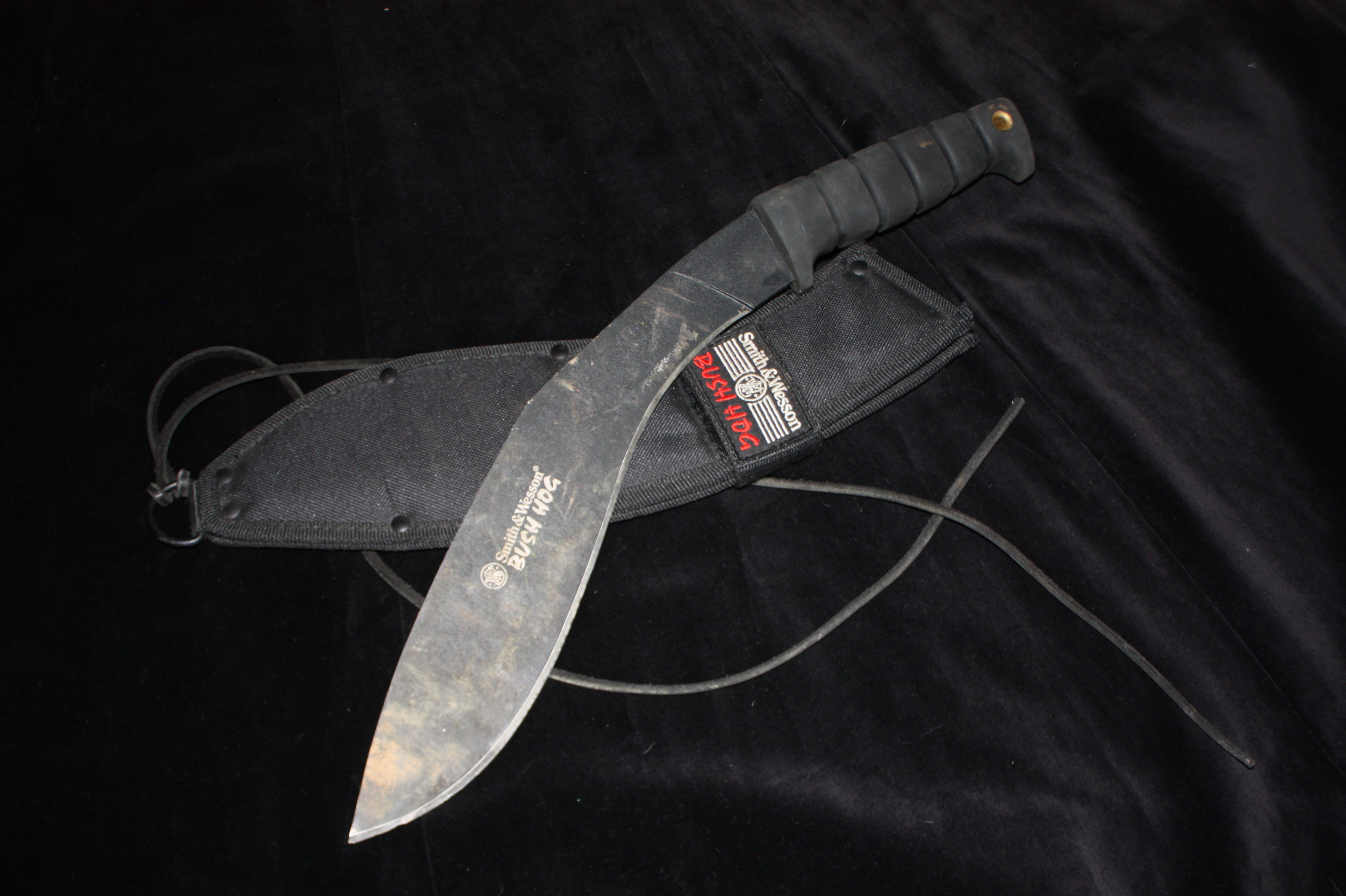
チョーやカルダは設けられていない西洋的な様式のククリ（スミス&ウェッソン製）

## 利用
農作業、家事、狩猟が主たる用途ではあるが、“生活に根ざした汎用大型刃物”という性格上、戦闘行為に使用される場合もある。儀式、祭礼用としても重要な祭具として用いられ、生贄として牛を捧げる際に用いられるククリには、刃渡りが1mを超す長大なものも存在する。
刀身の形状には、大きく分けて2つの系統が存在する。低地に住む部族の物は、曲がりが小さく細長く薄型（＝軽量）で、比較的柔らかめの草木を刈るのに向いている。これに対し、高地に暮らす部族の物は、曲がりが大きく幅広で分厚く、硬い木の枝や幹を打ち払う斧や鉈に近い使い方が可能なように成形されている。もっとも、これらはあくまでも全体的な傾向に過ぎず、個体差も大きいため、明確には区別できない物も多い。
戦闘利用としては、湾曲部を使って相手の持ち手に攻撃を加える、投げ斧のように投擲する、チョーの部分で敵の武器を引っ掛け受け流す等様々な使い方があるようだが、これらもそれぞれのククリの形状により異なる。

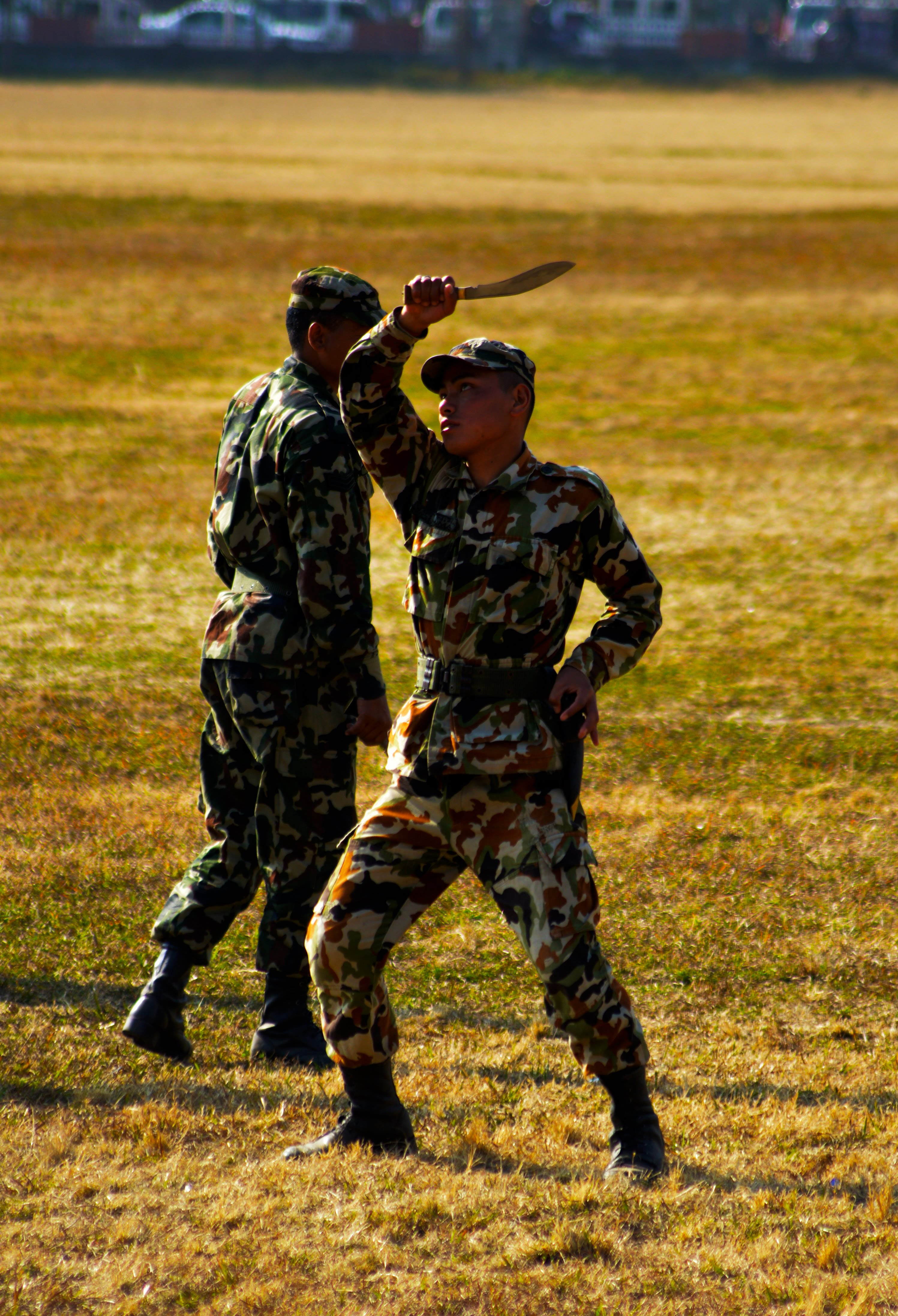
ククリを用いて訓練するネパール軍兵士
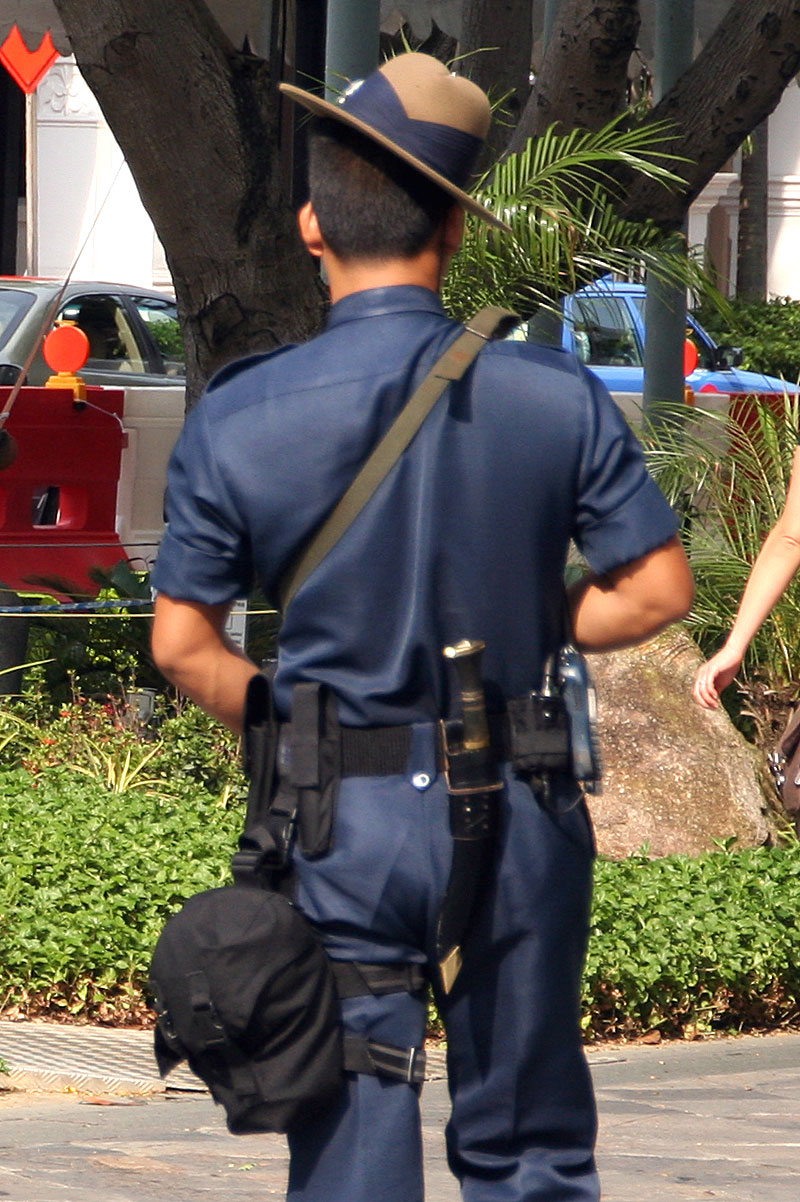
ククリを腰から佩げている、シンガポール警察部隊所属のグルカ兵
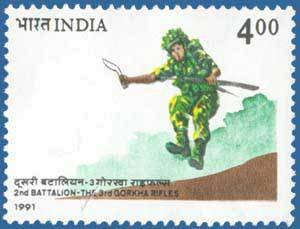
1991年インドが発行した第三クルガ団第二大隊を讃える記念切手。
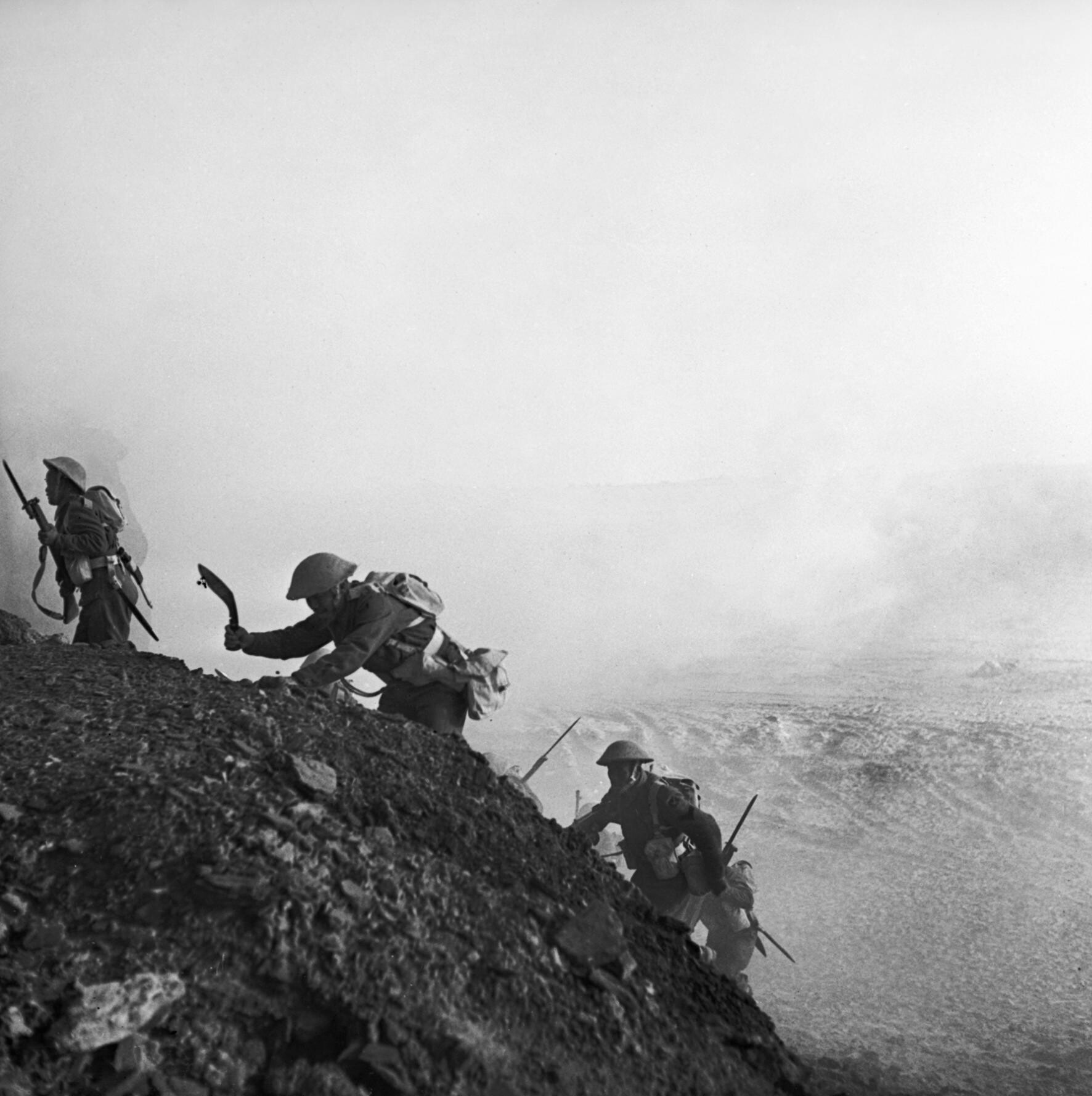
1943年3月16日、チュニジア、煙幕の中でククリを使用して急斜面を登るグルカ兵。

## その他

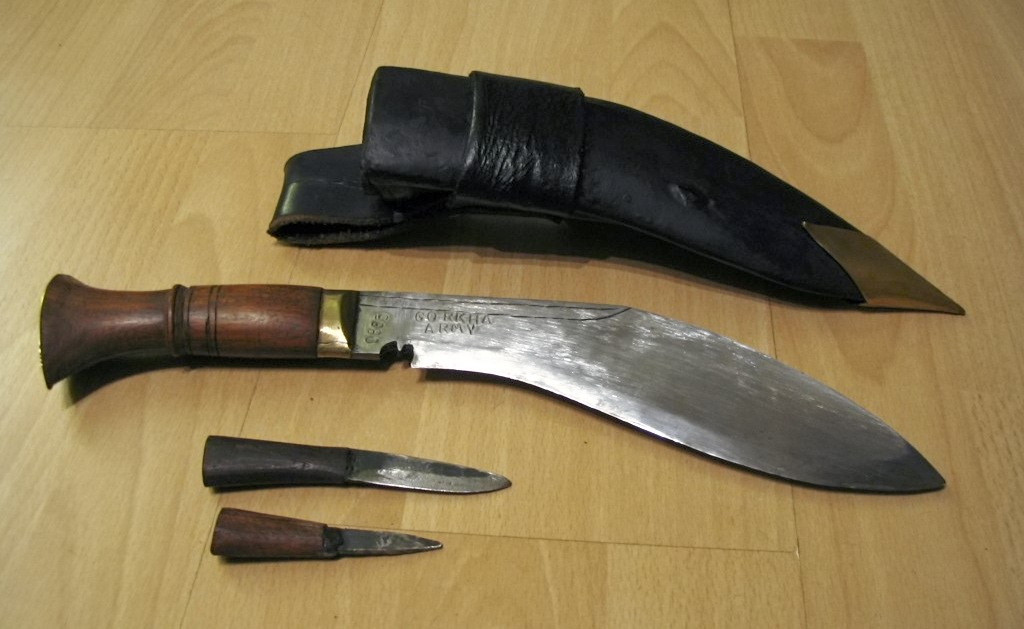
ククリ、およびカルダとチャクマ

ククリの鞘には通常、小刀（カルダ）と火打ち金兼簡易研ぎ棒（チャクマ）の2本が収納されるが、これは必須ではない。過去にはもっと多くの種類があり、古いククリには鞘に10本以上の小刀類を収納しているものもある。
英語圏でのジョークで、「グルカ族には『一度抜いたククリは血を吸わせてからでなければ納刀してはならない』という掟がある」というものがあるが、これは単に外国人向けの脅し文句であり、実際にはそのような掟や風習は“グルカ族”と総称されるネパールの山岳民族の中には存在していない。
2011年、ネパールの列車内にて、家族の目の前で40人もの強盗たちに輪姦されそうになっていた少女をククリ一本で救った男の話は広く報道された。
2001年、東京都世田谷区三軒茶屋で刃物を持った男が暴れ、通報を受けて駆けつけた警察官二名に切り付け、犯人は射殺されたが、首や胸など3カ所を刺された警察官一名が殉職した事件が発生した。この際に犯人が使用したナイフは当初、刃渡り30cmほどの「青竜刀のような刃物」とされていたが、のちにグルカナイフすなわちククリと訂正された。当時の日本国内ではククリがまだ無名であったため、「青竜刀のような刃物」という表現になった。近隣住民の証言では「ナタのような大きな刃物」とされている。

2015年に和歌山県紀の川市で小学5年生の児童が殺害された事件で、犯人が使用した凶器がククリであったと報道されている。また、この事件を契機に警察庁が調査したところ、ククリなど殺傷能力の強い刃物を販売している業者（インターネット通販を除く）が、日本国内で約1500店程度存在することが判明している。